# Орехово (Усть-Ишимский район)
Орехово — село в Усть-Ишимском районе Омской области. Административный центр Ореховского сельского поселения.

## История
В 1926 году состояла из 137 хозяйств, основное население — русские. Центр Ореховского сельсовета Усть-Ишимского района Тарского округа Сибирского края.

## Население
| 1926 | 2010 |
| ---- | ---- |
| 589  | ↘442 |